# موچه
تمدن موچه یا حکومت موچه بخشی از تاریخ کشور پرو است و به دوران حکمرانی قوم موچه بر مناطق غربی و ساحلی پروی امروزی در خلال سال‌های ۱۰۰ تا ۷۰۰ میلادی بازمی‌گردد. حاکمان موچه که به مذهبی چندخدایی باور داشتند حکومتی مذهبی را بنیان‌گذاری کردند. موچه‌ها در فلزکاری پیشرفته بوده و تکنیک‌های ویژه‌ای برای آبیاری اراضی کشاورزی خود ابداع کرده‌بودند.

## نگارخانه

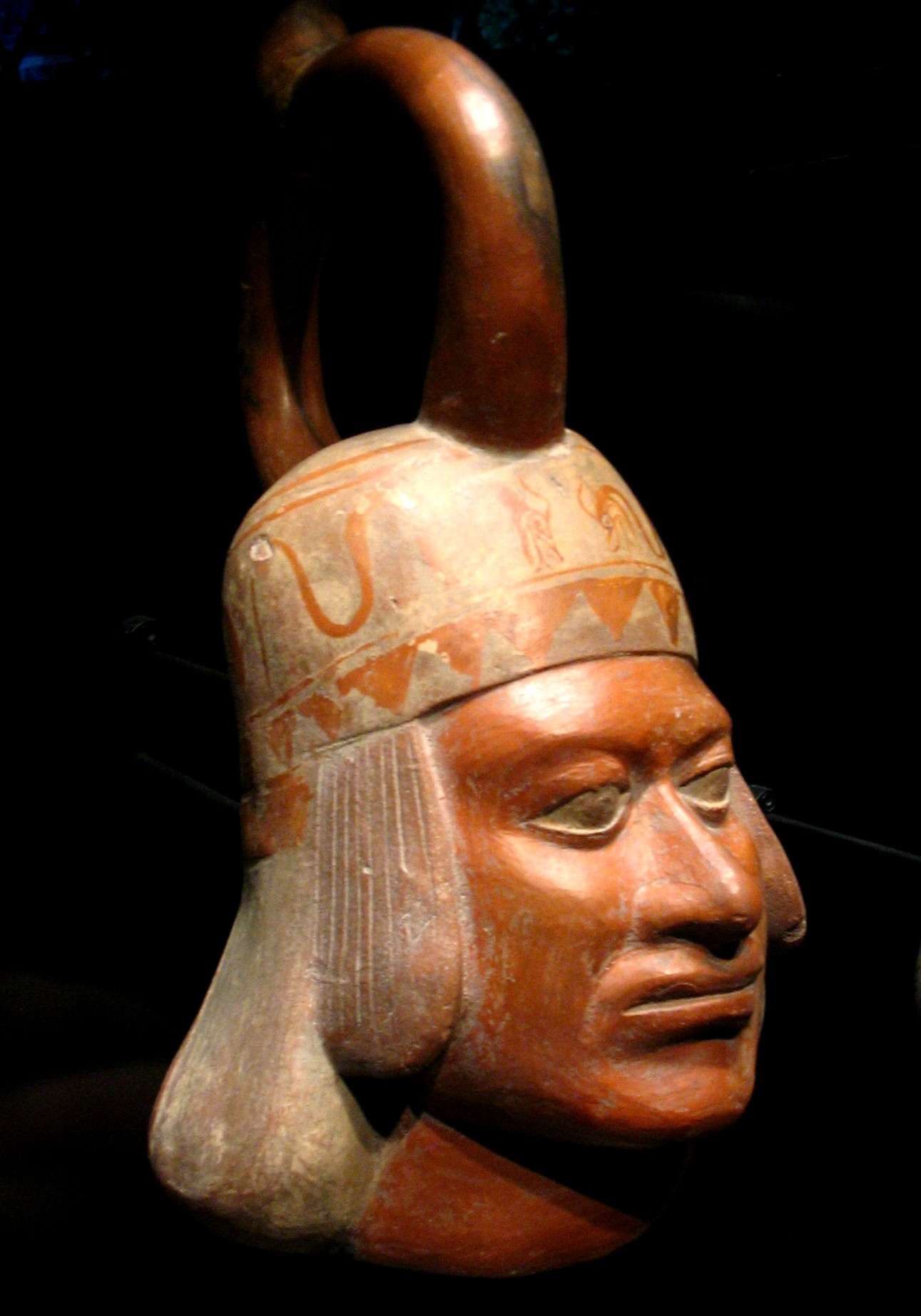
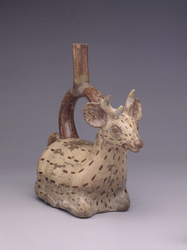
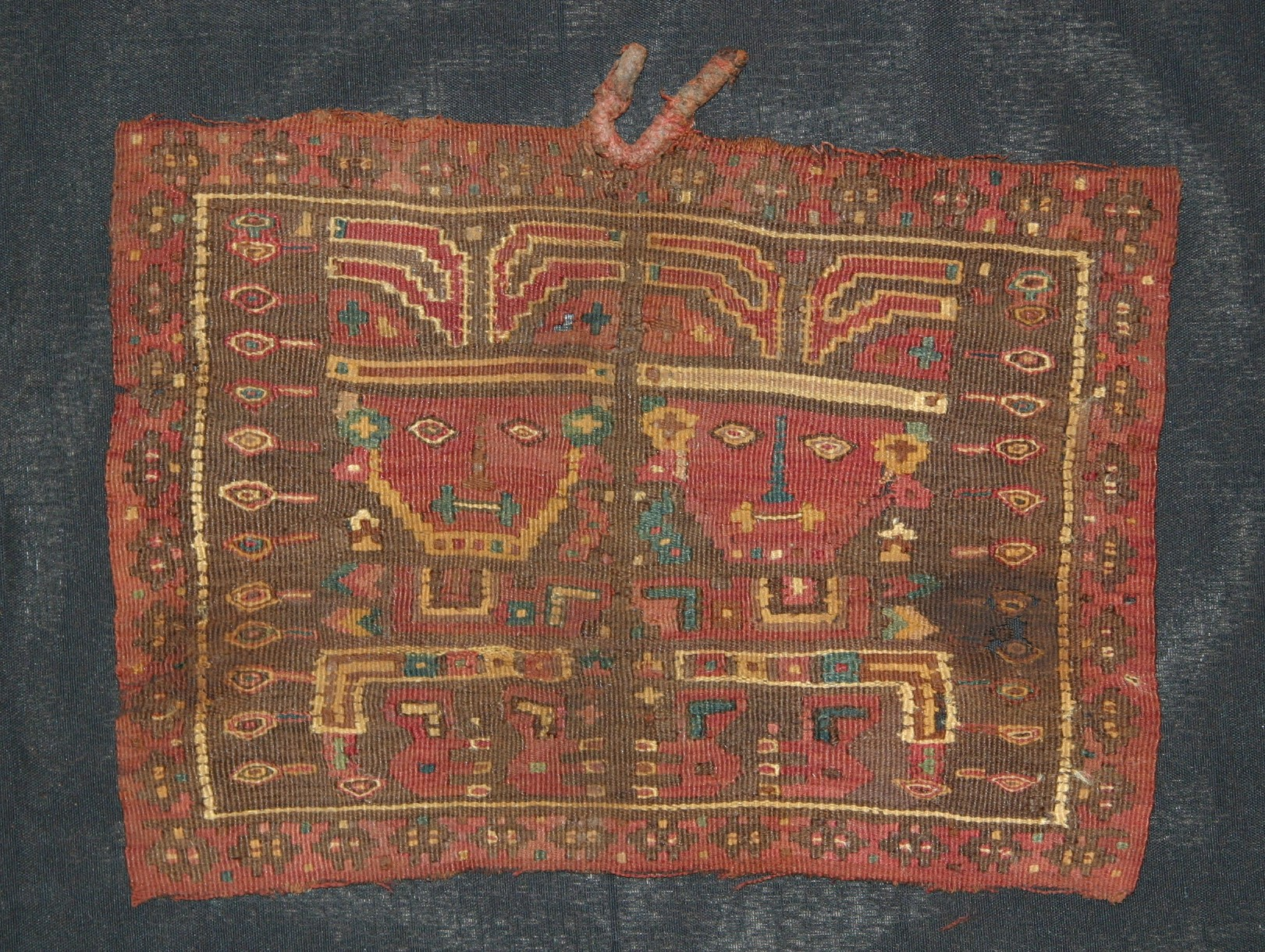
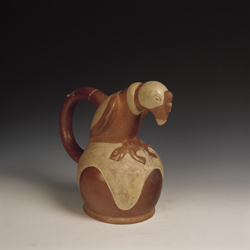
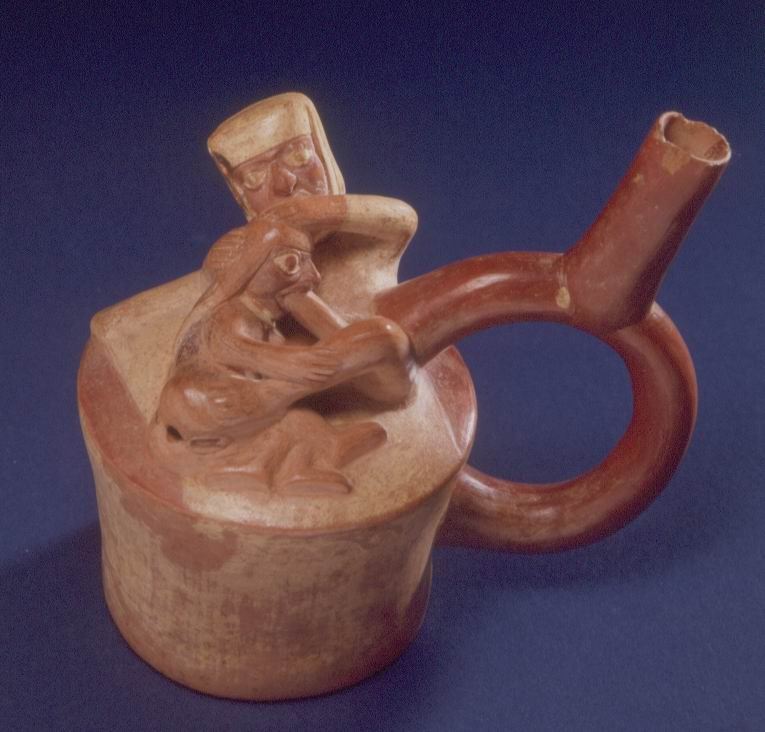
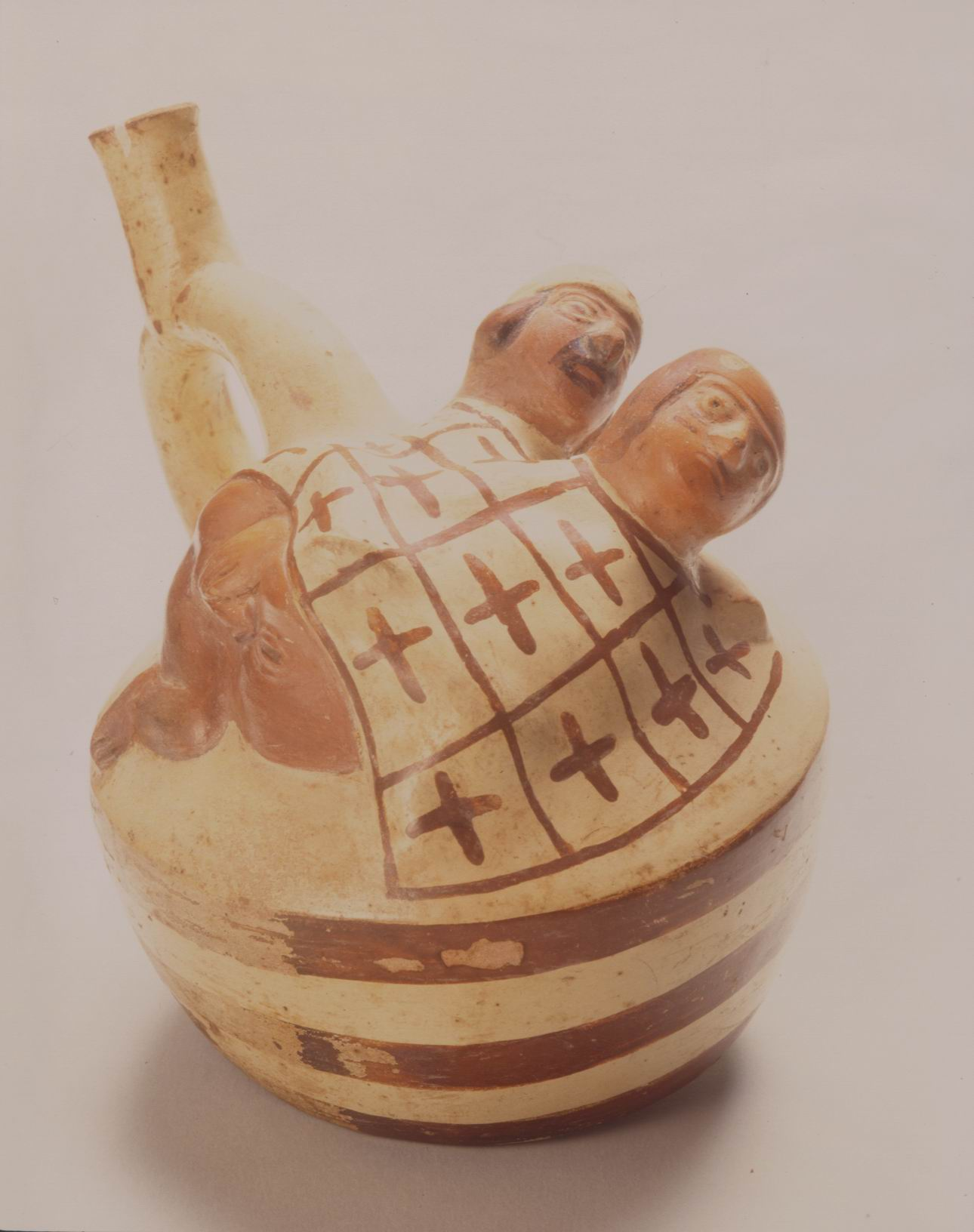